# ناريوس ديل ألامو
بلدية ناريوس ديل ألامو (بالإسبانية: Narrillos del Álamo) هي بلدية تقع في مقاطعة آبلة التابعة لمنطقة قشتالة وليون وسط إسبانيا.

## الديموغرافيا
بلغ عدد سكان بلدية ناريوس ديل ألامو 96 نسمة عام 2011 (وفقاً للمعهد الوطني للإحصاء الإسباني).
| 173 | 166 | 151 | 128 | 118 | 101 | 96 |